# Пульмональный клапан

Анатомия сердца человека.

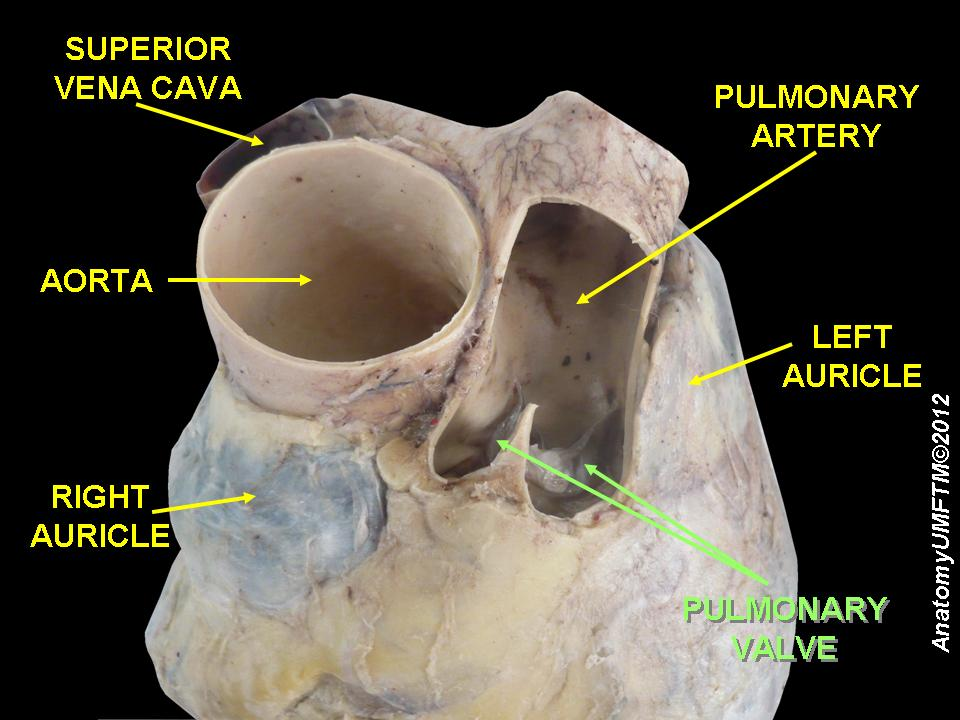
Пульмональный клапан

Пульмональный клапан (лат. valva trunci pulmonalis); также лёгочный клапан или клапан лёгочного ствола; лёгочный клапан (полулунный) — один из клапанов сердца человека, или других теплокровных животных, располагающийся на границе правого желудочка и лёгочного ствола (который на уровне 4-го грудного позвонка делится на левую и правую лёгочные артерии), препятствуя обратному току крови из лёгочного ствола в правый желудочек в диастолу. У человека клапан имеет три створки, открывающихся в сторону лёгочного ствола. Полулунные створки, смыкаясь, перекрывают отверстие, соединяющее лёгочный ствол и правый желудочек. Створки крепятся к фиброзному кольцу, которое образует отверстие между лёгочным стволом и правым желудочком.

## Морфология
Пульмональный клапан отделён от фиброзного каркаса сердца мышечной перегородкой выходного отдела правого желудочка. Его полулунное основание опирается на миокард выходного отдела правого желудочка.
Клапан состоит из трёх синусов, трёх полулунных створок, отходящих основаниями от фиброзного кольца основания клапана.

### Створки
Полулунные створки (передняя, левая и правая) берут начало от медиального края фиброзного кольца клапана. Их проксимальные края продолжаются в латеральном направлении в виде синусов, а свободные края выступают внутрь лёгочного ствола.
Утолщённая фиброзная часть центральной зоны смыкания каждой створки носит название узелков Морганьи.
Левая створка непосредственно граничит с мышечной тканью выходного отдела правого желудочка, его перегородкой и с верхней частью наджелудочкового гребня. Правая створка также предлежит миокарду выходного отдела правого желудочка.
Створки имеют трёхслойную структуру и состоят из желудочкового, срединного и синусового слоёв. Их толщина максимальна у фиброзного кольца и минимальна в куполе. Кровоснабжение створок обеспечивают большое количество находящихся в их основании артериол, вен и капилляров.

### Синусы
Синусы пульмонального клапана называются соответственно названиям створок, анатомическим продолжением которых являются: передний, левый и правый.
Стенка синусов в районе синотобулярного соединения имеет структуру, аналогичную стенке лёгочного ствола, с хорошо выделенным средним слоем, состоящим из гладких миоцитов, окружённых эластиновыми и коллагеновыми волокнами. По направлению к фиброзному кольцу стенка истончается, количество эластиновых волокон и миоцитов уменьшается, коллагеновых возрастает, и стенка синусов приобретает вид фиброзного тяжа.

### Синотобулярное соединение
Синотобулярное соединение (арочное кольцо или арочный гребень) — соединение между синусами и лёгочным стволом.

### Фиброзное кольцо
Фиброзное кольцо основания клапана имеет в поперечном сечении треугольную форму и состоит, в основном, из коллагеновых структур и эластической мембраны (по его желудочковой поверхности). Оно начинается раздвоением фиброзного тяжа синуса, одна часть которого создаёт синусовую стенку кольца (далее переходящую на створку), а другая часть — образует основание треугольника фиброзного кольца и оплетает кардиомиоциты. Ткани, составляющие срединную часть фиброзного кольца, переходят в створку и образуют её срединный слой.

### Комиссура
Комиссура — линия соприкосновения смежных створок.
Комиссуральные стержни — места крепления комиссур на внутренней поверхности клапана, состоят из трёх участков: арочный участок, являющийся продолжением арочных гребней и имеющий их строение, и фиброзный участок, состоящий из неизвитых коллагеновых пучков, оплетённых сильно извитыми тонкими коллагеновыми же волокнами, по структуре сходный с фиброзным кольцом, и участок перехода от первого ко второму.